# いのうえひでのり
いのうえ ひでのり（本名：猪上 秀徳、1960年1月24日 - ）は、日本の演出家、劇作家。劇団☆新感線主宰。

## 人物
福岡県出身。福岡大学附属大濠高等学校卒業後、大阪芸術大学芸術学部舞台芸術学科に入学。大学在学中の1980年に劇団☆新感線を結成（初の公演は『熱海殺人事件』）。旗揚げ当初は役者も兼ねていたが、1995年からは演出に専念している。
演出家としてはハードロックやヘヴィメタルを大音量で頻繁に使用し、ライブコンサート並みの派手な照明を駆使するのが特徴。特に歴史や神話をモチーフとした作品はいのうえ歌舞伎と呼ばれ、演劇ファンのみならず音楽ファンも巻き込んだ爆発的な観客動員数を誇る。劇団の本公演以外にもホリプロやジャニーズ事務所、松竹など大手芸能事務所と手を組み、数々の公演を手掛けている。また、シェイクスピアの『リチャード三世』のそれぞれ異なる翻案脚本を4回演出している。
上記の様に演出にメタル系の楽曲を使用する事から自身もヘヴィメタルを好んでおり、その中でもジューダス・プリーストの熱狂的なファンである事を挙げている。また、客演した若い役者には必ずプリーストのアルバム『背徳の掟』『プリースト…ライヴ!』の2枚をプレゼントしているとの事。

## 受賞
- 第14回日本演劇協会賞（『髑髏城の七人』『SHIROH』の演出において）
- 第9回千田是也賞（『メタルマクベス』の演出において）[4]
- 第57回芸術選奨文部科学大臣新人賞
- 第50回紀伊國屋演劇賞個人賞[1]

## 主な作品
劇団☆新感線公演および外部の演出作品
- 劇団新感線　火の鳥公演『飛龍伝’81～よみがえれ!ファイティングストーン』（1981年）演出
- 劇団新感線　レインボー公演『飛龍伝’81～さすらいのジャンゴ』（1981年）演出
- 第1回オレンジルーム演劇祭『広島に原爆を落とす日～グッドラックLOVE』（1982年）演出
- 第2回CABIN’85小劇場つかこうへいダブルヘッダー『寝盗られ宗介ストリッパー物語』（1982年）演出
- プレイガイドジャーナル+ファイブオレンジルーム共謀『熱海＜連続＞殺人事件』（1982年）演出
- 劇団新感線憂国興行『蒲田行進曲～1983-WISH YOU WERE HERE』（1983年）演出
- 第6回CABIN’85小劇場 いのうえひでのりプロジェクト大阪限定ロードショー公演『スター・ボーズ～ジェダイ屋の女房』（1983年）作・演出
- 新感線スーパーエキサイティング・スペクタクル・ロックンロール・ギャグ・バラエティー・ショー『イッツ・オンリー・エンターテイメント』（1984年）構成・演出
- 劇団新感線7$シアター☆SFギャグファンタジー『ELECTRIC EYES-さらば愛しきメタリアン-』（1984年）作・演出
- 劇団新感線総集公演『グッバイ-ミスターつかこうへい!!』（1984年）演出
- 新生新感線DEBUT公演『宇宙防衛軍ヒデマロ』（1984年）作・演出
- X’mas公演『りりィの物語-THE ROLLING STORY』（1984年）作・演出
- 『炎のハイパーステップ』（1985年）演出
- 第39回市民会館自主公演『俺の愛し方』（1985年）作・演出
- Lマガジン創刊100号記念STARLIGHT MUSICAL『銀河旋風児SUSANOH』（1985年）作・演出
- 『ALL THAT GAG』（1985年）構成・演出
- アムホール落とし『おしゃれCAT-見つめていたい-』（1985年）作・演出
- 『ヒデマロ2～銀河烈風斎の逆襲』（1985年）作・演出
- INOUE　KABUKI『星の忍者～THE STRANGE STAR CHILD』（1986年）演出
- 春RUN&RUN狂い咲き2本立て『こてんぱんっ!!グラフィティ』（1986年）演出
- 春RUN&RUN狂い咲き3本立て『夢見る無法者～HARD LUCK BOYS』（1986年）演出
- 第49回豊中市民会館自主公演『ハイパーステップの伝説』（1986年）演出
- 神戸ポートピアランド5周年企画　STARLIGHT MUSICAL『TIMESLIP黄金丸』（1986年）演出
- 『ALL THAT GAG～ようこそ劇場へ～』（1986年）構成・演出
- 第8回パーキージーン・シアター『BYE BYE MACHINE ～さよならキイコ』（1986年）作・演出
- INOUE KABUKI 『阿修羅城の瞳～BLOOD GETS IN YOUR EYES』（1987年）演出
- NEW SHINKANSEN DEBUT/SUMMER PRESENTS'87『BOYS IN ATTICから闇夜はドッキリ!』（1987年）作・演出
- 劇団☆新感線プロデュース　劇団古田城『鸚鵡とカナリア』（1987年）演出
- INOUE KABUKI『星の忍者-風雲乱世篇-』（1988年）演出
- 『宇宙防衛軍ヒデマロ3～キルファーライジング』（1988年）演出
- アイ・ホール落とし興行『喜劇 井戸穴じょーじの大冒険』（1988年）作・演出
- 『ヒデマロ4～逆襲のビリィ』（1989年）作・演出
- INOUE KABUKI『仮名絵本西遊記』（1989年）演出
- 『スサノオ ～神の剣の物語』（1989-1990年）演出
- CLUB QUATTRO+劇団☆新感線提携ライブ『ボッキー･ホラー･ショー ～HOUSE OF THE FOOLIN'』（1990年）作・演出
- いのうえひでのり30周年記念作品『宇宙防衛軍ヒデマロV ～完結篇～』（1990年）演出
- いのうえ歌舞伎 巻之四『髑髏城の七人』（1990-1991年）演出
- 劇団☆新感線『アトミック番外地』（1991年）作・演出
- いのうえ歌舞伎『仮名絵本西遊記』（1991年）演出
- 劇団☆新感線こだま組公演『カチカチ山』（1992年）演出
- 『銀河一発伝説 ゴローにおまかせ』（1992年）作・演出
- 劇団☆新感線一座興行（1992-1993年）構成・演出
- ribbon+新感線『TIMESLIP 黄金丸』（1993年）演出
- 劇団☆新感線『地獄の軍団 ゴローにおまかせ2』（1993年）作・演出
- 『メタルオペラ・オロチロックショー』（1993年）構成・演出
- 『オロチロックショーライブハウスだよ!!全員集合』（1993年）構成・演出
- 劇団☆新感線1994春公演 いのうえ歌舞伎『スサノオ～武流転生』（1994年）演出
- 『オロチロックショー“ブーメラン”』（1994年）構成・演出
- 1994年秋公演　劇団☆新感線・秋味『古田新太之丞東海道五十三次地獄旅～ハヤシもあるでヨ!』（1994年）演出
- 『The House of BOCKY HORROR ROCK'N ROLL CIRCUS』（1994年）演出
- 劇団☆新感線Featuringデーモン小暮閣下『星の忍者～Stranger in Strange Star』（1995年）演出
- 『The House of BOCKY HORROR ROCK'N ROLL CIRCUS』（1995年）作・演出
- 『OROCHI ROCK SHOW GTR』（1995年）構成・演出
- 劇団☆新感線 1995年秋公演『ゴローにおまかせ3 ～後ろから前から』（1995年）作・演出
- 『OROCHI ROCK SHOW GTR』（1995年）構成・演出
- スペースゼロ第一回プロデュース『忠臣蔵ブートレッグ』（1995年）演出
- 1996年劇団☆新感線春公演 いのうえ歌舞伎『EAST IS RED ～野獣郎見参!』（1996年）演出
- Panasonic D・LIVE『ロック・ミュージカル ROCK TO THE FUTURE』（年）演出
- 『オロチGTR 最後の疾り』（1996年）構成・演出
- 1996年劇団☆新感線秋公演 劇団☆新感線ゴージャス『花の紅天狗』（1996年）演出
- 新感線GENERATIONS『PEACH!』（1996年）作・演出
- Panasonic D・LIVE『ロック・ミュージカル ROCK TO THE FUTURE』（1997年）演出
- 1997年劇団☆新感線春公演『直撃!ドラゴンロック～轟天』（1997年）作・演出
- RUP つかこうへいビンテージシアター『広島に原爆を落とす日』（1997年）演出
- 1997年劇団☆新感線秋公演 いのうえ歌舞伎『髑髏城の七人』（1997年）演出
- 劇団☆新感線1998年春公演 いのうえ歌舞伎『SUSANOH～魔性の剣』（1998年）演出
- RUP つかこうへいビンテージシアター『広島に原爆を落とす日』（1998年）演出
- 新感線R『The Vampire Strikes Rock』（1998年）作・演出
- INOUEKABUKI HORIMIX『PSY U CHIC-西遊記～仮名絵本西遊記より～』（1999年）演出
- 1990年夏休み前劇団☆新感線チャンピオン祭り『撃!ドラゴンロック2・轟天大逆転～九龍城のマムシ』（1999年）作・演出
- 青山円形劇場+劇団☆新感線プロデュース第14回こどもの城　キリン・ファミリー劇場『リトルセブンの冒険』（1999年）演出
- 劇団☆新感線1999年秋公演『LOST SEVEN』（1999年）演出
- SHINKANSEN☆PARCOMICS『犬夜叉』（2000年）演出
- Inouekabuki-Shochiku-mix『阿修羅城の瞳～BLOOD GETS IN YOUR EYES』（2000年）演出
- 劇団☆新感線20th Anniversary豊年万作チャンピオン祭り・秋味Ｒ『古田新太之丞東海道五十三次地獄旅～踊れ！いんど屋敷』（2000年）演出
- SHINKANSEN☆PARCOMICS『犬夜叉』（2001年）演出
- INOUE KABUKI『野獣郎見参～BEAST IS RED』（2001年）演出
- INOUE KABUKI HORI-MIX『大江戸ロケット』（2001年）演出
- 2001年冬休み前劇団☆新感線チャンピオン祭り『直撃!ドラゴンロック3～轟天対エイリアン』（2001年）作・演出
- 『天保十二年のシェイクスピア』（2002年）演出
- RUPプロデュース『スサノオ～神の剣の物語』（2002年）演出
- Inouekabuki shochiku-mix『アテルイ』（2002年）演出
- 劇団☆新感線2002年越冬公演 いのうえ歌舞伎『七芒星』（2002年）演出
- 『オロチロックショーオロチGTR』（2003年）構成・演出
- 新感線G.T.B.W『花の紅天狗』（2003年）演出
- Inouekabuki shochiku-mix『阿修羅城の瞳～BLOOD GETS IN YOUR EYES』（2003年）演出
- 劇団☆新感線2003年ゆく年くる年チャンピオン祭り『レッツゴー！忍法帖』（2003-2004年）作・演出
- いのうえ歌舞伎『髑髏城の七人＜アカドクロ＞』（2004年）演出
- Inouekabuki shochiku-mix『髑髏城の七人＜アオドクロ＞』（2004年）演出
- SHINKANSEN☆RX『SHIROH』（2004-2005年）演出
- SHINKANSEN☆NEXUS『荒神～AraJinn』（2005年）演出
- SHINKANSEN☆PRODUCEいのうえ歌舞伎『吉原御免状』（2005年）演出
- SHINKANSEN secret project live『内野聖陽 with METAL MACBETH GROUP』（2005年）構成・演出
- SHINKANSEN☆RS『メタルマクベス』（2006年）演出
- SHINKANSEN secret project live『LIVE！METAL MACBETH』（2006年）構成・演出
- SHINKANSEN☆NEXUS vol.2『Cat in the Red Boots』（2006年）演出
- Inouekabuki shochiku-mix『朧の森に棲む鬼』（2007年）演出
- 『ROCK OPERA The who's『TOMMY』』（2007年）演出
- 劇団☆新感線2007年夏休みチャンピオン祭り『犬顔家の一族の陰謀～金田真一耕助之介の事件です。ノート』（2007年）作・演出
- 新感線プロデュース いのうえ歌舞伎☆號『IZO』（2008年）演出
- 劇団☆新感線2008年夏興行 SHINKANSEN☆RX『五右衛門ロック』（2008年）演出
- パルコ･プロデュース公演 いのうえmeetsシェイクスピア『古田新太in リチャード三世』（2008-2009年）演出
- いのうえ歌舞伎・壊＜Punk＞『蜉蝣峠』（2009年）演出
- シス・カンパニー公演『怪談 牡丹燈籠』（2009年）演出
- Inouekabuki shochiku-mix『蛮幽鬼』（2009年）演出
- SHINKANSEN☆RX『薔薇とサムライ』（2010年）演出
- 2010年劇団☆新感線30周年興行【秋】豊年漫作チャンピオン祭り『鋼鉄番長』（2010年）作・演出
- 2011年【春】劇団☆新感線プロデュース『港町純情オセロ』（2011年）演出
- 劇団☆新感線2011年夏興行 いのうえ歌舞伎『髑髏城の七人』（2011年）演出
- PARCO Presents『リチャード・オブライエン's ロッキー・ホラー・ショー』（2011-2012年）演出
- 劇団☆新感線2012年春興行 いのうえ歌舞伎『シレンとラギ』（2012年）演出
- 雪之丞一座～参上公演『サイケデリック・ペイン』（2012年）演出
- 劇団☆新感線2012年越冬興行 SHINKANSEN☆RX『ZIPANG PUNK～五右衛門ロックIII』（2012-2013年）演出
- シス・カンパニー公演『今ひとたびの修羅』（2013年）演出
- ヴィレッヂ・プロデュース2013『断色』（2013年）演出
- PARCO THE GLOBE TOKYO PRESENT INOUE respects SHAKESPEARE『鉈切り丸』（2013年）演出
- 劇団☆新感線2014年春興行 いのうえ歌舞伎『蒼の乱』（2014年）演出
- 大人の新感線『ラストフラワーズ』（2014年）演出
- 2015年劇団☆新感線35周年オールスターチャンピオンまつり『五右衛門vs轟天』（2015年）潤色・演出
- 松竹創業120周年歌舞伎NEXT『阿弖流為』（2015年）演出
- ホリプロ公演『熱海殺人事件』（2015年）演出
- 2016年劇団☆新感線春興行いのうえ歌舞伎<<黒>>BLACK『乱鶯』（2016年）演出
- 2016年劇団☆新感線夏秋興行SHINKANSEN☆RX『Vamp Bamboo Burn～ヴァン!バン!バーン!～』（2016年）演出
- ONWARD presents 劇団☆新感線 Produced by TBS『髑髏城の七人　Season花』（2017年）演出
- ONWARD presents 劇団☆新感線 Produced by TBS『髑髏城の七人　Season鳥』（2017年）演出
- ONWARD presents 劇団☆新感線 Produced by TBS『髑髏城の七人　Season風』（2017年）演出
- ONWARD presents 劇団☆新感線 Produced by TBS『髑髏城の七人　Season月』（2017-2018年）演出
- シス・カンパニー公演『近松心中物語』（2018年）演出
- ONWARD presents 劇団☆新感線 Produced by TBS『修羅天魔～髑髏城の七人 Season極』（2018年）演出
- ONWARD presents 新感線☆RS Produced by TBS『メタルマクベス　disc1』（2018年）演出
- ONWARD presents 新感線☆RS Produced by TBS『メタルマクベス　disc2』（2018年）演出
- ONWARD presents 新感線☆RS Produced by TBS『メタルマクベス　disc3』（2018年）演出
- 2019年劇団☆新感線39興行・春公演いのうえ歌舞伎『偽義経冥界歌』（2019年）演出
- 2019年劇団☆新感線39興行・夏秋公演いのうえ歌舞伎《亞》alternative『けむりの軍団』（2019年）演出
- 2020年劇団☆新感線39興行・春公演いのうえ歌舞伎『偽義経冥界歌』（2020年）演出
- 2021年劇団☆新感線41周年春興行 Yellow/新感線『月影花之丞大逆転』（2021年）演出
- 2021年劇団☆新感線41周年興行秋公演いのうえ歌舞伎『狐晴明九尾狩』（2021年）演出
- 2022年劇団☆新感線42周年興行・春公演いのうえ歌舞伎『神州無頼街』（2022年）演出
- 2022年劇団☆新感線42周年興行・秋公演SHINKANSEN☆RX『薔薇とサムライ2－海賊女王の帰還－』（2022年）演出
- 2023年劇団☆新感線43周年興行・春公演 Shinkansen faces Shakespeare『ミナト町純情オセロ～月がとっても慕情篇～』（2023年）演出
- 2023年劇団☆新感線43周年興行・秋公演 いのうえ歌舞伎『天號星』（2023年）演出
- 2024年劇団☆新感線44周年興行・夏秋公演 いのうえ歌舞伎『バサラオ』[6]
- 歌舞伎NEXT『朧の森に棲む鬼』（2024-25年）演出

## コンサート演出
藤澤ノリマサ 1st CONCERT TOUR VOICE OF LOVE

## 関連書籍
- 『創作あーちすと NON』(のん、2017年太田出版) - 対談相手の1人。